# Løvlund
Løvlund er en spredt bebyggelse i Sydjylland, beliggende 7 km vest for Billund og 7 km øst for kommunesædet Grindsted. Bebyggelsen hører til Billund Kommune og ligger i Region Syddanmark.
Løvlund hører til Grene Sogn. Grene Kirke ligger ensomt 4 km øst for Løvlund.

## Historie
Løvlund ligger hvor Grene Å løber ud i Grindsted Å. Her var vandmølle helt tilbage i 1669. Nu har Vestjyllands Andel en sæsonåben afdeling med foderstofsilo på stedet.
I 1904 beskrives Løvlund således: "Løvlund, Gde., med Mølle og Købmandshdl." Desuden nævnes Løvlund Plantage (dog stavet Lovlund), som stadig findes syd for bebyggelsen. Fra mergellejerne ved Stilbjærg i Ringive Sogn anlagde Hedeselskabet i 1885-86 den 20 km lange mergelbane Grene-Grindsted, som også gik gennem Løvlund-området.
21. maj 1914 blev Vandelbanen forlænget fra Vandel til Grindsted, og der blev anlagt jernbanestation i Løvlund, ikke så meget for de spredte beboere, men snarere for at der ikke skulle blive for langt mellem stationerne. Vandelbanen blev nedlagt 31. marts 1957, men stationsbygningen er bevaret på Løvlund Stationsvej 2.
Midt i en vækkelsestid på egnen indviede man i september 1914 missionshuset Bethania, som stadig er i drift.